# Glutatió
El glutatió és una molècula que està present en tots els teixits dels mamífers. El seu grup sulfhidril (-SH) no proteic el converteix en el pèptid més abundant per defensar la cèl·lula de l'estrès oxidatiu. El glutatió té diverses funcions, ja que és un determinant clau de la senyalització redox i regula processos com la proliferació cel·lular, l'apoptosi i la fibrogènesi hepàtica. Altrament, s'ha descrit el seu rol en la desintoxicació de xenobiòtics i la resposta immunitària.

## Història
El glutatió és una molècula antioxidant que va ser descoberta l'any 1888 pel científic francès Joseph de Rey-Pailhade. En el seu estudi rutinari dels llevats, de Rey-Pailhade va denotar que, en presència de sofre, un compost propi del cultiu formava sulfur d'hidrogen de manera espontània. L'investigador va provar d'acotar l'origen del compost i, per mitjà de nous experiments, va descobrir que el sulfur d'hidrogen també apareixia en altres medis, com el teixit muscular i la sang. En conseqüència, Joseph de Rey-Pailhade va batejar el compost amb el nom philothione ("amant del sofre" en grec).
La investigació d'aquest compost no es va recuperar fins a l'any 1921, quan l'equip britànic de Frederick Gowland Hopkings va concloure que es tractava d'un dipèptid constituït pels aminoàcids cisteïna i glutamat, i li va posar el nom de glutatió. El punt de partida de la recerca durant els següents anys es va basar en l'intent de cristal·litzar glutatió pur. Malgrat que algunes investigacions apuntaven que l'estructura del glutatió era γ-glutamilcisteïna, els mètodes per aïllar glutatió van aportar noves teories. L'any 1927, per exemple, l'equip de Hunter i Eagles va aconseguir obtenir fraccions de glutatió derivades de llevats, sang i teixit hepàtic que confirmaven la presència d'un tercer aminoàcid. Amb l'objectiu de corregir la seva investigació, Hopkings va reprendre el projecte i va confirmar que el glutatió no podia estar format exclusivament per cisteïna i glutamat. Altres grups de treball, com el de Kendall, Mckenzie i Mason, van ratificar l'expressió de glicina. De totes maneres, es van requerir diversos experiments addicionals per poder determinar l'estructura definitiva del glutatió.
Quant a les funcions del glutatió, aquestes no es van començar a investigar fins a la dècada de 1980, després que la revista britànica Nature publiqués un article anomenat «Lest I Forget Thee, Glutathione...» l'any 1969. La major contribució correspon a l'equip de treball de Meister, que va establir el paper antioxidant i la rellevància biològica del glutatió.

## Estructura
El glutatió és un tripèptid hidrosoluble compost per tres aminoàcids: àcid glutàmic, cisteïna i glicina. Els aminoàcids L-cisteïna i L-glicina s'uneixen mitjançant un enllaç peptídic entre el grup carboxil de la cisteïna (-COOH) i el grup amino (-NH₂) de la glicina. El residu de l'àcid glutàmic conté un grup γ-carboxil (γ-COOH) que permet realitzar un enllaç amb el grup amino (-NH₂) de la cisteïna. Aquest enllaç atorga funcionalitat biològica al glutatió perquè el protegeix de l'acció de proteases. En definitiva, l'estructura química del glutatió es pot definir segons la forma L-γ-glutamil-L-cisteinil-glicina.
El glutatió pot trobar-se lliure o associat a altres proteïnes. La molècula lliure de glutatió varia entre una forma tiol o reduïda (GSH) i una forma disuflur o oxidada (GSSG). De cada 100 molècules de glutatió, només 2 pertanyen a la forma GSSG. La cisteïna del GSH conté un grup sulfhidril (-SH) amb poder reductor que permet realitzar un pont disulfur amb una altra molècula de GSH amb la consegüent formació de GSSG. L'enzim glutatió reductasa cataliza la reducció del GSSG a GSH amb la participació d'una molècula de FADH₂ i d'un grup prostètic NAD. Al seu torn, l'enzim glutatió peroxidasa aprofita el GSH per reduir peròxid d'hidrogen (H₂O₂) i lipoperòxids (L-OOH), espècies reactives de l'oxigen que són tòxiques per les cèl·lules.
Per tant, l'estructura química del glutatió permet la constitució d'un sistema GSH/GSSG que combat l'estrés oxidatiu i assegura el manteniment de l'homeòstasi cel·lular. Mentre que el GSH és la forma activa de la molècula i assoleix concentracions mil·limolars en el medi intracel·lular, la concentració extracel·lular no sobrepassa l'ordre mil·limolar. El GSH, però, és present en totes les cèl·lules i abunda en teixit hepàtic.

## Funcions
El glutatió té diverses funcions a les cèl·lules:
1. És una forma de reserva de cisteïna.
2. Emmagatzema i transporta òxid nítric.
3. Participa en el metabolisme d'estrògens, leucotriens i prostaglandines. També en la reducció de ribonucleòtids a desoxiribonucleòtids i participa en la maduració de clústers de ferro-sofre en diverses proteïnes. A més, l'enzim glutatió-transferasa participa en la isomerització d'esteroides.[10]
4. Està implicat en el funcionament de determinats factors de transcripció (en concret, aquells implicats en la senyalització redox).
5. Està involucrat en la detoxificació de molts compostos endògens i xenobiòtics.
  1. El glutatió actua com a cofactor en el sistema d'eliminació del metilglioxal, que consisteix en dos enzims anomenats glioxalases.
    1. El primer enzim en aquesta via, la glioxalasa I, catalitza la isomerització dels adductes hemiacetals, que són formats en una reacció espontània entre un glutatió i aldehids, com el metilglioxal:
      - glutatió + metilglioxal ←→ adducte hemiacetal
      - adducte hemiacetal + glioxalasa I ←→ S-lactoilglutatió

    2. El segon enzim, la glioxalasa II, catalitza la hidròlisi del producte de la reacció anterior, el S-lactoilglutatió:
      - S-lactoil-GSH + H₂O → D-Àcid làctic + GSH

  2. El GSH també pot estar implicat en la detoxificació de formaldehid produït de forma endògena. Per exemple, alguns llevats produeixen formaldehid com a part del catabolisme del metanol. La reacció química és catalitzada per la formaldehid deshidrogenasa, que utilitza GSH com a co-substrat.
    - formaldehid + GSH + NAD+ → S-formilglutatió + NADH + H+[11]
6. Actua com a antioxidant, ja sigui directament interaccionant amb espècies reactives d'oxigen/nitrogen (ROS i RNS) i electròfils, o funcionant com a cofactor per a diferents enzims. És la principal molècula endògena antioxidant.
7. Les formes reduïdes i oxidades del glutatió (GSH i GSSG) actuen conjuntament amb altres compostos redox (per exemple, NAD(P)H) per a regular i mantenir l'estat redox de la cèl·lula. El NADPH, gràcies a la glutatió reductasa, es converteix en NADP+ i redueix el glutatió. D'aquesta manera, la forma reduïda del glutatió, amb l'ajut de la glutatió peroxidasa, passa a la forma oxidada i el peròxid d'hidrogen (que és tòxic per la cèl·lula), el redueix i es converteix en aigua i, en conseqüència, l'estrès oxidatiu de la cèl·lula disminueix.[12]
8. El sistema GSH intestinal forma una barrera antitòxica per la mucosa, pretegeix les membranes cel·lulars i té un paper important en el manteniment normal de la funció immune.[13]

## Biosíntesi
La biosíntesi del glutatió (GSH) té lloc al citosol cel·lular a partir dels seus aminoàcids precursors: glicina, cisteïna i àcid glutàmic (glutamat). A part de ser sintetitzat en organismes eucariotes, la ruta de biosíntesi del glutatió es pot localitzar en alguns bacteris (cianobacteris i proteobacteris).

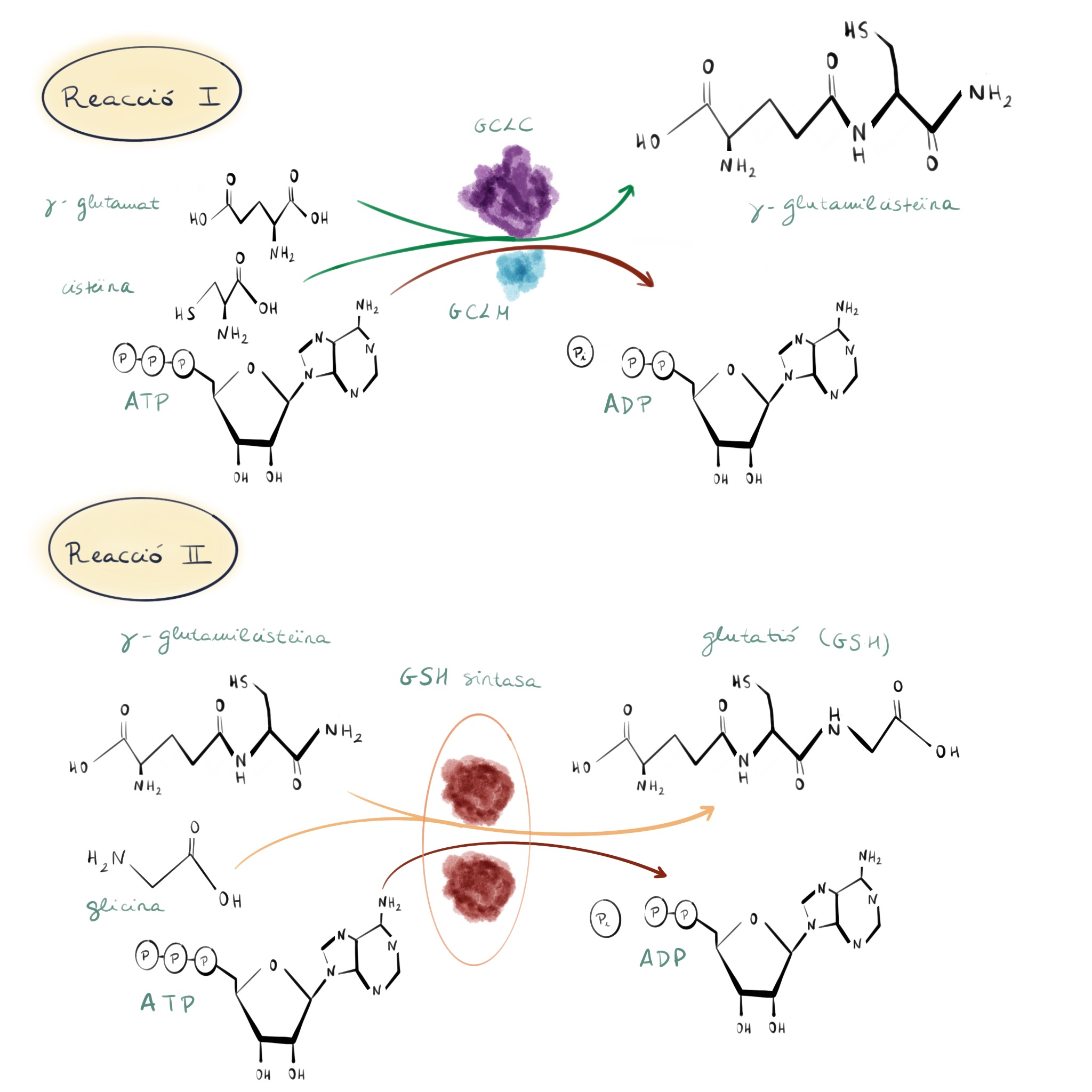
Biosíntesi del glutatió

La síntesi del glutatió es produeix a partir de dues reaccions enzimàtiques consecutives que requereixen l'energia de l’ATP (trifosfat d’adenosina). Els enzims que intervenen en les reaccions són el glutamat-cisteïna ligasa (GCL) i el glutatió sintetasa (GS). En una primera reacció, l'enzim glutamat-cisteïna ligasa utilitza els aminoàcids glutamat i cisteïna com a substrats i forma el dipèptid γ-L-glutamil-L-cisteïna, el qual, en una segona reacció catalitzada per l'enzim glutatió sintetasa, és combinat amb glicina, formant-se el GSH. Esquemàticament:
1. L-glutamat + L-cisteïna + ATP —> γ-L-glutamil-L-cisteïna + ADP + Pi
2. γ-L-glutamil-L-cisteína + glicina + ATP —> GSH + ADP + Pi

En condicions fisiològiques normals, els factors clau que fan possible la síntesi del glutatió són l’activitat de l'enzim GCL i la disponibilitat del substrat cisteïna. L’aminoàcid cisteïna és considerat com el factor limitant de la primera reacció de síntesi degut a què és un aminoàcid no essencial; dit d’una altra manera, l’organisme no el pot sintetitzar i l’ha d’obtenir a través de la dieta. El grup tiol (SH) de la cisteïna destaca perquè serveix de donador d’electrons i és el responsable de l’activitat biològica del glutatió.
L'enzim GCL és un heterodímer format per una subunitat pesada o catalítica (GCLC) i una subunitat lleugera o moduladora (GCLM). La subunitat catalítica conté el centre actiu. En aquest ocorr la unió del grup amino de la cisteïna i el grup γ-carboxil de glutamat (localitzat a la cadena radical). La subunitat moduladora no presenta activitat enzimàtica però té una important funció reguladora degut a què augmenta l'eficiència catalítica de GCLC. Aquesta subunitat disminueix el valor Km pel glutamat i augmenta el valor Ki pel GSH. L'enzim GS està format per dues subunitats idèntiques (homodímer). Aquest enzim no està regulat pels nivells intracel·lulars de GSH. Llavors, l'enzim GCL és considerat el limitant de la velocitat de la reacció ja que la sobreexpressió de GS no augmenta els nivells de GSH tant com la sobreexpressió de GCL. L'estrès oxidatiu indueix l'expressió d'enzims sintètics GSH.
Totes les cèl·lules de l’organisme tenen glutatió, però la seva síntesi en el fetge és essencial. En estudis de laboratori s'ha observat com els ratolins que no disposen de glutatió en el fetge a causa de la pèrdua genètica induïda de l'enzim GCLC, moren després de poc temps de néixer.
La desregulació de la síntesi del glutatió és reconeguda com a factor contributiu a la patogènesi de moltes condicions patològiques, com ara la diabetis mellitus, la fibrosi pulmonar, lesions hepàtiques colestàtiques, l'endotoxèmia i cèl·lules tumorals resistents als fàrmacs.

## Malalties associades amb el glutatió
Per les múltiples funcions que té el glutatió en la cèl·lula, s'ha la pogut relacionar en diferents articles mèdics amb malalties neurodegeneratives, el càncer, la diabetis i algunes malalties respiratòries cròniques, entre d'altres

### Malaltia d'Alzheimer
L'Alzheimer és una malaltia crònica que es caracteritza per l'acumulació en el cervell de pèptids β-amiloides i embolics neurofibril·lars, que provoquen que la malaltia empitjori amb el pas del temps fins a arribar a la demència. En estudis recents, s'ha detectat una activitat relativament baixa del glutatió en el cervell dels paciente que pateixen aquesta malaltia neurodegenerativa. Així doncs, és comprensible concluir que algun enzim encarregat de la biosíntesi del glutatió, que són el GCL i el GS, es troben relacionats amb l'origen o l'evolució de la malaltia.
En conseqüèncuia dels nivells baixos de glutatió, es genera un estrés oxidatiu en el citosol de la cèl·lula i, per tant, es trenca l'homeòstasi, ja que una de les funcions principals d'aquest tripèptid és actuar com a antiooxidant. Aquesta oxidació anòmala pot tenir un paper fonamental perquè podria estar directament relacionada amb la mort neuronal que provoca que la malaltia d'Alzheimer progressi. D'aquesta manera, si es pogués augmentar la concentració de glutatió a la cèl·lula en els pacients d'aquesta malaltia, es podria evitar l'oxidació que afavoreix l'aparició dels β-amiloides.

### Càncer
En diversos tipus de càncer, s'ha descobert que el glutatió és utilitzat per les cèl·lules canceroses com a mètode de resistència als diferents tractaments gràcies a les seves funcions, ja que en els pacients amb aquesta malaltia s'ha vist una concentració de glutatió més elevada de l'habitual, és a dir, es dona una sobreexpressió del tripartid. Aquest podria intervenir directament en la resistència dels fàrmacs anticancerosos que s'usen en la quimioteràpia o bé es podria donar un augment de la descàrrega, on hi ha un augment de les bombes responsables catalizada pel glutatió. D'altra banda, el glutatió participa en la vía de senyalització del JNK i, per això, afavoreix a la resistència contra els fàrmacs.
Així doncs, un tractament potencial per al càncer podria ser la inhibició del glutatió i, d'aquesta manera, es podria reducir la resistència als altres tractamens del càncer, ja que les cèl·lules canceroses sense la presencià del tripèptid serien més sensibles a aquests fàrmacs.
Tot i que altres fonts, també defensen que l'augment general de glutatió permet la millora del sistema inmunitari i que per tant el cos tindrá més recursos per lluitar. A la vegada, l'abundància de glutatió pot ajudar a una apoptosi accelerada d'algunes cèl·lules canceroses.

### Diabetis
La diabetis tipus 2 és una malaltia que pot tenir diversos orígens perquè hi ha molts factors que la poden desencadenar, tanmateix s'ha trobat una relació entre aquesta malaltia i una homeòstasi oxidativa de la cèl·lula anòmala, és a dir, s'observa un estrès oxidatiu. La molécula encarregada d'evitar aquesta anomalia i mantenir l'equilibri és el glutatió i, per tant, podria ser que en la diabetis tipus 2 hi hagues una deficiència o manca d'aquest tripèptid.
D'aquesta manera, es podria dir que un tractamenr per a la malaltia podira estar dirigit a augmentar les concentracions del glutatió en la cèl·lula per a recuperar l'homeòstasi i, així, evitar l'oxidació del citosol de la cèl·lula que pot provocar per si mateixa la diabetis o bé afavoreix l'aparició d'altres factors que també poden ser desencadenants de la malaltia, com algunes β-proteïnes.

### Fibrosi Pulmonar
La fibrosi pulmonar és una malaltia crònica on es produueix una pèrdua de l'estructura alveolar normal i se substitueix aquests espais buits que han deixat amb matriu extracel·lular. De vegades, aquesta malaltia es pot desencadenar de manera genética on es produeix una mutació que acaba provocan un estrès del reticle endoplasmàtic, tot i que hi ha altres factors desencadenants com el tabac o l'exposició a substàncies radioactives.
L'estrés del reticle endoplasmàtic es produeix per una manca de cisteïna, ja que aquest aminoácid s'usa per a controlar l'homeòstasi d'aquest compartiment cel·lular. A més, la cisteïna és necessària per a la biosíntesi del glutatió i, per aquest motiu, el tripèptid pot actuar com a magatzem d'aquest. Així doncs, quan hi ha una manca o una disminució de glutatió, es pot produir per la manca d'alguns dels seus aminoàcids. D'aquesta manera, si hi ha una manca de cisteïna, no es pot produir glutatió i s'indueix un estrès del RE. Per tant, es pot concluir, que la síntesi de glutatió i l'homeòstasi del reticle endoplasmàtic es troben relacionats.

## Aplicacions clíniques
El glutatió reduït (GSH) és un poderós compost antioxidant. La seva suplementació presenta múltiples beneficis potencials:
(però cal destacar que la suplementació directa amb L-glutatió, no ajuda a elevar els nivells interns de les cèl·lules, ja que no pot entrar sencer. Cal suplementar amb el pèptid cisteïna, però com que també és termolàbil, això s'aconsegueix amb la cistina (que conserva l'enllaç de sulfur entre 2 cisteïnes); sempre i quan no s'utilitzin procediments calents)
1. Neutralitza toxines i productes residuals metabòlics i hormonals. És un potent desintoxicant de metalls pesants, especialment el plom, el mercuri i l’arsènic. Per exemple, en la malaltia de Wilson, causada per una acumulació de coure en el fetge, es detecten nivells reduïts de GSH.
2. Antioxidant. Neutralitza els radicals lliures quan es combina amb seleni per formar l'enzim antioxidant glutatió peroxidasa. Té la capacitat de transformar agents estranys perjudicials com pesticides, dissolvents i contaminants atmosfèrics en substàncies menys nocives que poden ser expulsades de l’organisme.
  - El pulmó és particularment vulnerable als atacs oxidatius. La deficiència de glutatió en aquest òrgan està relacionada amb diverses malalties pulmonars. La N-acetilcisteïna és un medicament que s'utilitza per tractar afeccions com l'asma i la fibrosi quística. Com a inhalant, ajuda a diluir el moc i redueix la inflamació. Aquest compost augmenta els nivells de glutatió.
  - La inflamació crònica causada per malalties autoimmunes pot augmentar l'estrès oxidatiu. Aquestes malalties inclouen l'artritis reumatoide, la celiaquia i el lupus. El glutatió ajuda a reduir l'estrès oxidatiu reduint la resposta immunològica de l’organisme. Les malalties autoimmunes ataquen els mitocondris en cèl·lules específiques. El paper del glutatió és protegir els mitocondris, eliminant els radicals lliures.
3. Protector cardiovascular. El glutatió pot prevenir l’oxidació del colesterol LDL, factor de risc en la cardiopatia.
4. Protector ocular. Té un paper protector del teixit ocular del dany per radicals lliures. La deficiència de GSH està relacionada amb les catarates. La suplementació en aquest cas resulta més eficient quan es combina amb carotenoides, com ara la lusteína o l’astaxantina.
5. Protector hepàtic. El glutatió neutralitza els compostos nocius pel fetge. La mort dels hepatòcits pot ser a gravada per la falta d’antioxidants. Així doncs, s'ha demostrat que la deficiència del glutatió està relacionada amb la esteaosi hepàtica, tant alcohòlica com no alcohòlica. La suplementació d’aquest pèptid millora els nivells sanguinis de proteïnes, enzims i bilirubina en individus amb esteaosi hepàtica crònica.
6. Millora la resistència de la insulina en individus d’avançada edat. Nivells baixos de glutatió es relacionen amb una disminució del metabolisme lipídic i, per tant, un increment en l'emmagatzematge de greixos en l’organisme. Una dieta rica en glicina i cisteïna afavoreix la posterior síntesi de glutatió, millorant la resistència de la insulina i el metabolisme de greixos.
7. Augmenta la mobilitat en persones que pateixen arteriopatia perifèrica, ja que millora la circulació.
8. Redueix els símptomes de la malaltia del Parkinson. L’administració per via intravenosa mostra efectes positius en símptomes com la tremolor o la rigidesa.
9. El metabolisme del glutatió és crucial en l'eliminació i detoxificació de carcinògens, i alteracions en aquesta via poden tenir un efecte profund en la supervivència cel·lular. Nivells elevats de glutatió en alguns tipus de cèl·lules tumorals són capaços de protegir-les i les confereixen resistència a diversos agents quimioterapèutics. Llavors, la depleció del GSH combinada amb l'oncoteràpia convencional podria ser una bona estratègia en el tractament contra el càncer.[23]
10. Els tractaments cutanis amb glutatió redueixen les marques de l’acné i la hiperpigmentació i afavoreix la desaparició d’impureses.[24]
11. [25][26]